# Alpaïde
Alpaïde, Alpais, Alféïde ou Chalpais, est la seconde épouse de Pépin de Herstal, maire du palais d'Austrasie. Pépin l'a épousée du vivant de sa première épouse Plectrude en cette époque où la polygamie était encore possible. Alpaïde est la mère de Charles Martel, maire du palais et ancêtre de la dynastie des Carolingiens, et probablement de Childebrand, ancêtre de la famille des Nibelungides.

## Biographie
C'est le Liber historiæ Francorum qui est le premier à mentionner, en 725 mais sans nommer la mère, la naissance de Charles Martel : « Pépin […] avait eu d'une autre épouse un fils nommé Karl. » Puis le comte Childebrand, frère de Charles Martel, reprend la continuation de la chronique de Frédégaire et note que « Pépin prit une autre femme, noble et belle, nommée Alpaïde, dont il eut un fils qu’il nomma dans sa propre langue Karl ; cet enfant grandit fort et bien fait, et devint illustre ». Ces deux textes, contemporains des évènements, établissent clairement qu'Alpaïde est une épouse de Pépin de Herstal, et non une concubine comme l'affirmeront des textes du IXe siècle défavorables aux Carolingiens et à une époque où la monogamie devient la règle. D'ailleurs, Alpaïde a une importance politique non négligeable et autour d'elle se regroupent des partisans opposés à Plectrude. Après la mort de Pépin le Jeune, ces partisans seront les soutiens de Charles Martel contre Plectrude et son petit-fils Théodebald,.
C'est également au cours de ce même siècle qu'Alpaïde apparaît dans un autre texte à propos de la légende de saint Lambert. Ce dernier désapprouvait ouvertement l'union entre Pépin et Alpaïde, qu'il qualifiait de concubinage. En représailles, Dodon, frère d'Alpaïde, envoie des parents pour ravager les terres de l'évêque, mais ils sont surpris et tués par deux neveux de ce dernier. Dodon se venge en attaquant la demeure de saint Lambert et en le tuant. Mais la critique récente rejette une partie de ce récit : si la première Vita de saint Lambert nomme bien Dodon comme le meurtrier de l'évêque, il agit pour venger ses parents et Alpaïde n'est pas mentionnée par cette histoire.
Les historiens sont partagés sur la question de savoir si Alpaïde est également la mère du comte Childebrand. Le terme utilisé pour qualifier la parenté entre Charles Martel et Childebrand est germanus, qui signifiait frère de même père, et éventuellement de même mère. Le portrait élogieux d'Alpaïde que Childebrand brosse dans la continuation de la chronique milite en faveur de la maternité d'Alpaïde envers Childebrand. C'est en tout cas le point de vue d'Eduard Hlawitschka. Mais Léon Levillain estime que si Childebrand était fils d'Alpaïde, il se serait lui-même nommé quand il parle de la postérité de Pépin et d'Alpaïde. Childebrand est qualifié d'avunculus de Pépin le Bref, alors que s'il était frère de père et de mère de Charles, le terme correct aurait été patruus. Enfin l'onomastique ne montre pas de lien entre la descendance des deux frères. Mais en fait, avunculus avait déjà à cette époque le sens large d'oncle, sans plus de précision, le fait que Childebrand ne se cite pas peut passer pour de la modestie, et la fraternité est assurée par des textes, même si on ne retrouve pas les mêmes prénoms dans les deux branches.
En 673, la charte de fondation d'un monastère à Bruyères-le-Châtel mentionne parmi les témoins un dignitaire du nom de Childebrand. Ce prénom, assez rare, montre une parenté avec le comte homonyme, qui pourrait être son petit-fils. Dans la mesure où Alpaïde est mère du comte Childebrand, ce dignitaire pourrait être le père d'Alpaïde,.
Selon le Père Anselme, Alpaïde se serait retirée dans une abbaye de religieuses qu'elle avait fondée à Orp-le-Grand commune fusionnée faisant partie d'Orp-Jauche, y serait morte et enterrée.

## Généalogie
|           |           |           |           |                                 |                                 |                                 |                                 |                                 |                                 | Ansegisel († entre 648 et 669) domestique | Ansegisel († entre 648 et 669) domestique | Ansegisel († entre 648 et 669) domestique | Ansegisel († entre 648 et 669) domestique | Ansegisel († entre 648 et 669) domestique | Ansegisel († entre 648 et 669) domestique |                                                |                                                |                                                |                                                |                                                |                                                | Begga (v.620† 693)                           | Begga (v.620† 693)                           | Begga (v.620† 693)                           | Begga (v.620† 693)                           | Begga (v.620† 693) | Begga (v.620† 693) |  |  |  |  | Childebrand dignitaire (673) | Childebrand dignitaire (673) | Childebrand dignitaire (673) | Childebrand dignitaire (673) | Childebrand dignitaire (673) | Childebrand dignitaire (673) |  |  |
|           |           |           |           |                                 |                                 |                                 |                                 |                                 |                                 | Ansegisel († entre 648 et 669) domestique | Ansegisel († entre 648 et 669) domestique | Ansegisel († entre 648 et 669) domestique | Ansegisel († entre 648 et 669) domestique | Ansegisel († entre 648 et 669) domestique | Ansegisel († entre 648 et 669) domestique |                                                |                                                |                                                |                                                |                                                |                                                | Begga (v.620† 693)                           | Begga (v.620† 693)                           | Begga (v.620† 693)                           | Begga (v.620† 693)                           | Begga (v.620† 693) | Begga (v.620† 693) |  |  |  |  | Childebrand dignitaire (673) | Childebrand dignitaire (673) | Childebrand dignitaire (673) | Childebrand dignitaire (673) | Childebrand dignitaire (673) | Childebrand dignitaire (673) |  |  |
|           |           |           |           |                                 |                                 |                                 |                                 |                                 |                                 |                                           |                                           |                                           |                                           |                                           |                                           |                                                |                                                |                                                |                                                |                                                |                                                |                                              |                                              |                                              |                                              |                    |                    |  |  |  |  |                              |                              |                              |                              |                              |                              |  |  |
| Plectrude | Plectrude | Plectrude | Plectrude | Plectrude                       | Plectrude                       |                                 |                                 |                                 |                                 |                                           |                                           |                                           |                                           |                                           |                                           | Pépin de Herstal (v.645 † 714) maire de palais | Pépin de Herstal (v.645 † 714) maire de palais | Pépin de Herstal (v.645 † 714) maire de palais | Pépin de Herstal (v.645 † 714) maire de palais | Pépin de Herstal (v.645 † 714) maire de palais | Pépin de Herstal (v.645 † 714) maire de palais |                                              |                                              |                                              |                                              |                    |                    |  |  |  |  | Alpaïde                      | Alpaïde                      | Alpaïde                      | Alpaïde                      | Alpaïde                      | Alpaïde                      |  |  |
| Plectrude | Plectrude | Plectrude | Plectrude | Plectrude                       | Plectrude                       |                                 |                                 |                                 |                                 |                                           |                                           |                                           |                                           |                                           |                                           | Pépin de Herstal (v.645 † 714) maire de palais | Pépin de Herstal (v.645 † 714) maire de palais | Pépin de Herstal (v.645 † 714) maire de palais | Pépin de Herstal (v.645 † 714) maire de palais | Pépin de Herstal (v.645 † 714) maire de palais | Pépin de Herstal (v.645 † 714) maire de palais |                                              |                                              |                                              |                                              |                    |                    |  |  |  |  | Alpaïde                      | Alpaïde                      | Alpaïde                      | Alpaïde                      | Alpaïde                      | Alpaïde                      |  |  |
|           |           |           |           |                                 |                                 |                                 |                                 |                                 |                                 |                                           |                                           |                                           |                                           |                                           |                                           |                                                |                                                |                                                |                                                |                                                |                                                |                                              |                                              |                                              |                                              |                    |                    |  |  |  |  |                              |                              |                              |                              |                              |                              |  |  |
|           |           |           |           |                                 |                                 |                                 |                                 |                                 |                                 |                                           |                                           |                                           |                                           |                                           |                                           |                                                |                                                |                                                |                                                |                                                |                                                |                                              |                                              |                                              |                                              |                    |                    |  |  |  |  |                              |                              |                              |                              |                              |                              |  |  |
|           |           |           |           | Drogon († 708) duc de Champagne | Drogon († 708) duc de Champagne | Drogon († 708) duc de Champagne | Drogon († 708) duc de Champagne | Drogon († 708) duc de Champagne | Drogon († 708) duc de Champagne |                                           |                                           | Grimoald II († 714) maire du palais       | Grimoald II († 714) maire du palais       | Grimoald II († 714) maire du palais       | Grimoald II († 714) maire du palais       | Grimoald II († 714) maire du palais            | Grimoald II († 714) maire du palais            |                                                |                                                | Charles Martel (v.688 † 741) maire du palais   | Charles Martel (v.688 † 741) maire du palais   | Charles Martel (v.688 † 741) maire du palais | Charles Martel (v.688 † 741) maire du palais | Charles Martel (v.688 † 741) maire du palais | Charles Martel (v.688 † 741) maire du palais |                    |                    |  |  |  |  | Childebrand († 751) comte    | Childebrand († 751) comte    | Childebrand († 751) comte    | Childebrand († 751) comte    | Childebrand († 751) comte    | Childebrand († 751) comte    |  |  |

## Alpaïde dans les arts
Le Banquet de Jupille (1861) est une œuvre commandée en 1855 par l'État belge et la ville de Liège au peintre Auguste Chauvin (1810-1884). Elle représente le refus de l'évêque saint Lambert de bénir la coupe de la deuxième épouse de Pépin de Herstal, car il considère que le maire commet un adultère. Après avoir rejoint les collections du musée de l'Art wallon, la toile est exposée à la cathédrale Saint-Paul de Liège.